# 水晶清真寺
5°19′22″N 103°6′58″E / 5.32278°N 103.11611°E
水晶清真寺（馬來語：、阿拉伯语：‎），是馬來西亞登嘉樓州府瓜拉登嘉樓的一家清真寺，位於登嘉樓河中的小島上，屬伊斯蘭文明主題公園範圍。
清真寺在2006年動工興建，2008年2月8日由時任最高元首的端姑米占再納阿比丁揭幕。
清真寺佔地2146平方公尺，因以鋼鐵、水晶、玻璃等建造而有「水晶」之名，有四座宣禮塔、15個大小穹頂。可容納1,500人聚禮。該清真寺也是馬來西亞第一家「智慧型」清真寺，可以連上無線網絡閱讀網上版《古蘭經》。